# Écureuil et hérisson
 (avril 2025).
La mise en forme du texte ne suit pas les recommandations de Wikipédia : il faut le « wikifier ».
Les points d'amélioration suivants sont les cas les plus fréquents. Le détail des points à revoir est peut-être précisé sur la page de discussion.
- Les titres sont pré-formatés par le logiciel. Ils ne sont ni en capitales, ni en gras.
- Le texte ne doit pas être écrit en capitales (les noms de famille non plus), ni en gras, ni en italique, ni en « petit »…
- Le gras n'est utilisé que pour surligner le titre de l'article dans l'introduction, une seule fois.
- L'italique est rarement utilisé : mots en langue étrangère, titres d'œuvres, noms de bateaux, etc.
- Les citations ne sont pas en italique mais en corps de texte normal. Elles sont entourées par des guillemets français : « et ».
- Les listes à puces sont à éviter, des paragraphes rédigés étant largement préférés. Les tableaux sont à réserver à la présentation de données structurées (résultats, etc.).
- Les appels de note de bas de page (petits chiffres en exposant, introduits par l'outil «  Source ») sont à placer entre la fin de phrase et le point final[comme ça].
- Les liens internes (vers d'autres articles de Wikipédia) sont à choisir avec parcimonie. Créez des liens vers des articles approfondissant le sujet. Les termes génériques sans rapport avec le sujet sont à éviter, ainsi que les répétitions de liens vers un même terme.
- Les liens externes sont à placer uniquement dans une section « Liens externes », à la fin de l'article. Ces liens sont à choisir avec parcimonie suivant les règles définies. Si un lien sert de source à l'article, son insertion dans le texte est à faire par les notes de bas de page.
- La présentation des références doit suivre les conventions bibliographiques. Il est recommandé d'utiliser les modèles {{Ouvrage}}, {{Chapitre}}, {{Article}}, {{Lien web}} et/ou {{Bibliographie}}. Le mode d'édition visuel peut mettre en forme automatiquement les références.
- Insérer une infobox (cadre d'informations à droite) n'est pas obligatoire pour parachever la mise en page.

Pour une aide détaillée, merci de consulter Aide:Wikification.
Si vous pensez que ces points ont été résolus, vous pouvez retirer ce bandeau et améliorer la mise en forme d'un autre article.
 (avril 2025).
Écureuil et hérisson ( coréen : 다람이와 고슴도치  ) est une série animée nord-coréenne réalisée par SEK Studio ( 조선4.26만화영화촬영소 ). Écureuil et hérisson est l'une des séries animées les plus populaires en Corée du Nord. L'émission aurait été interrompue en 2012, à peu près au moment où la télévision d'État nord-coréenne a modifié son programme de diffusion, annulant ainsi plusieurs programmes d'animation.
Le premier épisode de la série, produit en 1977, est basé sur un court livre publié dans un magazine pour enfants nord-coréen dans les années 1970. Le court métrage a été si populaire auprès du public que l'équipe a décidé de transformer l'émission en série. En 2006, les producteurs ont déclaré que l'émission serait à nouveau en production.
La série est actuellement rediffusée sur la télévision centrale coréenne depuis juillet 2023 à l'occasion du 46e anniversaire de la série.

## Personnages et lieux

### Colline des fleurs
La Colline des fleurs est la ville du personnage principal. Des écureuils, des hérissons, des canards, des lapins et des petits animaux vivent dans ce village.
- Geumsaegi (금색이/Golden, nom de code "Pangulggot") - Le personnage principal de la série. Il est agile, courageux et possède un grand intellect.
- Juldarami (줄다람이/Écureuil rayé) - Il est un éclaireur de la Colline des fleurs et un partenaire de Geumsaegi. Il fait confiance à Geumsaegi et l'aime et est prêt à tout donner pour lui. Il fait preuve d'une grande loyauté et d'une grande amitié envers Geumsaegi au point de dire : « Je donnerai ma vie pour lui ». Leur relation s'est transformée en « frères jumeaux » dans le doublage international.
- Bamsaegi (밤색이/l'écureuil Marron) - Petit frère de Geumsaegi. Un nouveau personnage de la deuxième série. Il était l'assistant du Dr.Lataupe mais devient éclaireur à la suite de son frère.
- Scout Kosŭmdochi (고슴도치 정찰병/éclaireur Hérisson) - Un ami proche de Geumsaegi et Juldarami. Frère d'Undochi.
- Scout Mulangae (물안개) - Un espion aperçu brièvement à la Colline des fleurs.
- Undochi (은도치) - Petit frère de Goseumdochi. Un nouveau personnage de la deuxième série. Il veut devenir un grand éclaireur suivant Geumsaegi et son frère aîné.
- Gomajeossi (곰 아저씨/Oncle Ours) – Un ami fanfaron du village qui promet mais échoue à le protéger.
- Mulori (물오리 선장/le capitaine canard sauvage) - Le capitaine des forces navales de la Colline des fleurs. Un ami proche de Geumsaegi.
- Dalamjwi-Salyeong (다람쥐 사령관/Le commandant écureuil) - Le commandant des forces secrètes de la Colline des fleurs.
- Goseumdochi Salyeong-gwan (고슴도치 사령관/Hedgehog Commander) - Le commandant des forces militaires de la Colline des fleurs.
- Pamnamu (팜나무/Palmier) - Un espion brièvement vu à la Colline des fleurs.

### Empire de la Fouine
- Capitaine Fouine (족제비 대장/Commandant général)
- Mulmangcho (물망초/inoubliable/Buttercup (dans la traduction de Syenduk)) - Il est l'antagoniste principal de la série. Il porte des lunettes. Il est l'un des rares personnages à savoir que Geumsaegi est un espion de la Colline des fleurs.
- Oegwipari/Une-Oreille (외귀팔이) - C'est une souris qui suit Mulmangcho. Il a perdu une oreille.
- Fouine noire (검은 족제비) -
- Fouine borgne (애꾸 특무대장, 돌산 참모장/Scout Commander) - Commandant des forces secrètes de l'Empire de la Fouine.
- Dr Fouine Blanche (흰 족제비 박사) - Chef d'état-major de la base Estruegon jusqu'à sa destruction. Chef d'état-major de l'unité Corbeau-de-fer de l'île de Toggaebi.
- Mangko-Jogjebi (망코 족제비/Mangko) - Le chef d'état-major de la police secrète de l'Empire de la Fouine est devenu chef de facto temporaire grâce à un coup d'État contre le commandant général. Il a un gros nez.
- souris des Champs No. 2 (필드 마우스 2번) - un éclaireur pour l'Empire de la Fouine.
- Commandant de recherche (수색사령관/Susaegsalyeong-gwan) - L'envoyé et commandant du mont Rocher.

### La tanière des loups
- Capitaine Loup/Keoteo (승냥이 대장) – Il est le capitaine de l'armée des loups. Il a des yeux bleus brillants.
- Assistant Fouine/1er lieutenant Choi (족제비 보좌관) - Un frère cadet du capitaine fouine et commandant en second de la tanière du loup.
- Assistant Renard/Sous-lieutenant Yeou/Lt. Fox Vixen (여우 장교) La troisième aux commandes de la tanière du loup. Elle a une personnalité manipulatrice.

### Villages voisins de la colline des fleurs
- Village des Écureuils
- Village des Lapins
- Village de la Volaille
- Village des Girafes (uniquement référencé)
- Village des Cerfs (uniquement référencé)
- Village des Singes (uniquement référencé)
- Village des Fouines (uniquement référencé)
- Village des Ours (uniquement référencé)
- Village des Éléphants (uniquement référencé)
- Les Terres du Désert (uniquement référencé)

## Distribution vocale

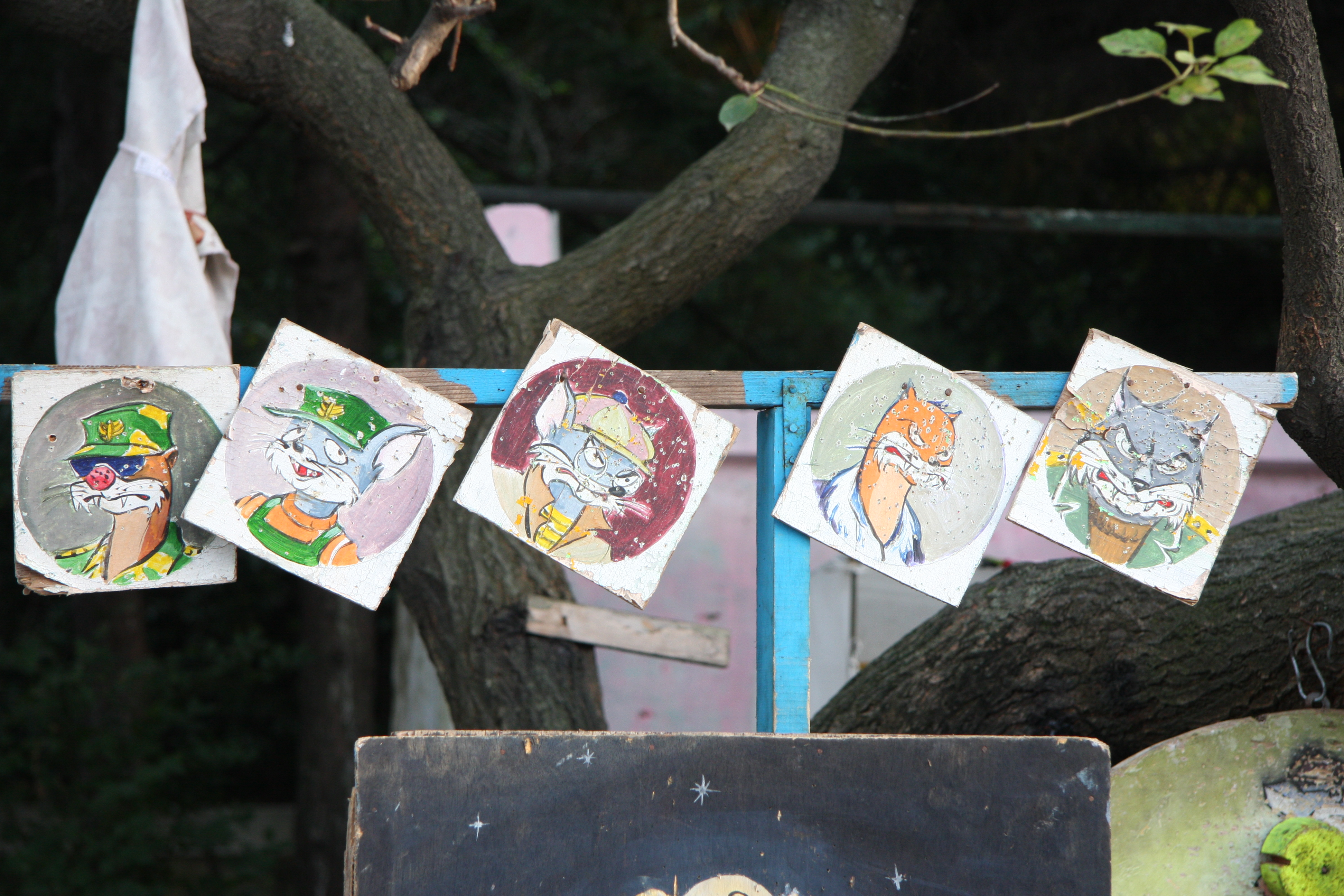
des Personnages de Écureuil et Hérisson

- Geumsaegi : Inconnu (épisodes 1, 2~4) → Won Jong-Suk (épisodes 5~31) → Heo Kyong-Hui (épisodes 32~)
- Juldarami : Inconnu (épisode 4) → Kim Tae-Ryon (épisodes 10~13, 17) → Won Jong-Suk (épisodes 14, 15) → Rim Bok-Hui (épisodes 19~)
- Bamsaegi : Rim Un-Yong
- Scout Goseumdochi : Inconnu (épisodes 1 à 4) → Kwon Nyong-Ju
- Undochi : Lee Eun-Ju (épisode 27) → Choe Hyon-Ha
- Dr Lataupe : Kim Tae-Hong
- Capitaine fouine : Inconnu (épisodes 1 à 4) → Kim Tae-Hong
- Mulmangcho : Inconnu (épisodes 7 à 11) → Kim Thae-Ryon (épisodes 6, 12 à 26) → Won Jong-Suk (épisode 27) → Rim Bok-Hui (épisodes 28 à 29)
- Oegwipali : Kwon Nyong-Ju (épisodes 8~26) → Lee Eun-Ju (épisodes 27~)
- Dr. fouine blanche : Kim Tae-Hong
- Capitaine Wolf/Capitaine Keoteo : Inconnu (épisodes 27, 28) → Kim Yong-Chol (épisodes 31~)
- Assistant fouine/1er lieutenant Choi : Kim Tae-Hong (épisode 27) → Song Yong-Chol (épisodes 31~)
- Assistant Fox/Lt. Fox Vixen/Sous-lieutenant Yeau : Rim Un-Yong
- Souris des champs n° 2 : Won Jong-Suk
- Autres acteurs : Chang Chun-Ha, Choi Soon-Bong, Song Yong-Sook, Kim Jo-Kyung, etc.

| Numéro | Titre original         | Les titres des épisodes (traduits de l'anglais) | dirigé par                  | histoire                    | musique                        | date de sortie     |
| ------ | ---------------------- | ----------------------------------------------- | --------------------------- | --------------------------- | ------------------------------ | ------------------ |
| 1      | 다람이가 찾은 교훈     | la leçon pour les écurueils                     | Kim Jun-Ok                  | Kim Jun-Ok                  | Kim Jun-Ok, Kim Myong-Hui      | 1977               |
| 2      | 족제비네 소굴에서      | Dans la tanière des fouines                     | Kim Jun-Ok                  | Kim Jun-Ok                  | Kim Myong-Hui                  | 1978-1979          |
| 3      | 다람이의 복수전        | la vengeance des écurueils                      | Kim Jun-Ok                  | Kim Jun-Ok                  | Kim Myong-Hui                  | 1980-1981          |
| 4      | 정찰병 금색다람이      | le scout,écurueil doré                          | Kim Jun-Ok                  | Kim Jun-Ok                  | Kim Myong-Hui                  | 1982-1983          |
| 5      | 끝나지 않은 싸움       | La bataille continue                            | Kim Kwang-Song              | Kim Hwa-Song, Ri Yong-Chun  | Paek In-Song                   | February 8, 1997   |
| 6      | 금색이가 날린 전파     | Message de l'écurueil doré                      | Kim Yong-Chol               | Kim Hwa-Song, Ri Yong-Chun  | Kim Myong-Hui, Han Sang-Chol   | September 29, 1997 |
| 7      | 독거미굴의 비밀        | Le secret de la cave de l'araignée-loup         | Kim Yong-Chol               | Kim Hwa-Song, Ri Yeong-Chun | Kim Myong-Hui, Ham Chol        | December 13, 1997  |
| 8      | 돌산으로 날아간 특사   | envoi au Mt.Rocher                              | Kim Yong-Chol               | Kim Hwa-Song, Ri Yong-Chun  | Kim Myong-Hui, Ham Chol        | March 21, 1998     |
| 9      | 고슴도치의 위훈        | Le grand service de l'hérisson                  | Kim Yong-Chol               | Kim Hwa-Song, Ri Yong-Chun  | Kim Myong-Hui, Ham Chol        | June 12, 1998      |
| 10     | 돌산에서의 결전        | Une bataille au Mt.Rocher                       | Kim Yong-Chol               | Kim Hwa-Song, Ri Yong-Chun  | Kim Myong-Hui, Ham Chol        | September 1, 1998  |
| 11     | 검은 열쇠              | La clé noire                                    | Kim Yong-Chol               | Kim Hwa-Song, Ri Yong-Chun  | Kim Myong-Hui, Ham Chol        | October 30, 1998   |
| 12     | 위험한 적수            | Un adversaire dangereux                         | Kim Yong-Chol               | Kim Hwa-Song, Ri Yong-Chun  | Kim Myong-Hui, Ham Chol        | December 23, 1998  |
| 13     | 비밀문건               | Top secret                                      | Kim Yong-Chol               | Kim Hwa-Song, Ri Yong-Chun  | Kim Myong-Hui, Ham Chol        | February 2, 1999   |
| 14     | 적후에서의 한순간      | Dans le front ennemi                            | Kim Kwang-Song              | Kim Hwa-Song, Ri Yong-Chun  | Kim Myong-Hui, Ham Chol        | June 9, 1999       |
| 15     | 흰눈작전               | Opération Blanche-neige                         | Kim Kwang-Song, Do Chol     | Kim Hwa-Song, Ri Yong-Chun  | Kim Myong-Hui, Ham Chol        | July 3, 1999       |
| 16     | 흰눈작전은 계속 된다   | suite de l'opération blanche neige              | Kim Yong-Chol               | Kim Hwa-Song, Ri Yong-Chun  | Kim Myong-Hui, Ham Chol        | September 18, 1999 |
| 17     | <방울꽃>은 보고한다    | Rapport "pangulggot"                            | Do Chol, Kim Yong-Chol      | Kim Hwa-Song, Ri Yong-Chun  | Kim Myong-Hui, Ham Chol        | September 20, 2000 |
| 18     | 파도를 헤치고          | à travers les vagues                            | O Sin-Hyok                  | Kim Hwa-Song                | Kim Myong-Hui, Ham Chol        | November 30, 2000  |
| 19     | 무서운 음모            | un villain plan                                 | Kim Yong-Chol, Yun Yong-Gil | Ri Yong-Chun                | Kim Myong-Hee, Ham Chol        | April 1, 2001      |
| 20     | 밤하늘에 울린 폭음     | une éxplosion de nuit                           | Kim Yong-Chol, Ri Sok-Hun   | Kim Hwa-Song, Ri Yong-Chun  | Kim Myong-Hui, Ham Chol        | November 25, 2001  |
| 21     | 원수는 살아있다        | Ils sont vivants                                | O Sin-Hyok                  | Kim Hwa-Song, Ri Yong-Chun  | Kim Myong-Hui, Ham Chol        | June 25, 2002      |
| 22     | 보석목걸이를 찾아서    | à la recherche du collier en joyau              | Yun Yong-Gil                | Kim Hwa-Song, Ri Yong-Chun  | Kim Myong-Hui, Ham Chol        | December 24, 2002  |
| 23     | 철갑상어 기지에서      | à la base estruegon                             | Yun Yong-Gil                | Kim Hwa-Song, Ri Yong-Chun  | Kim Myong-Hui, Ham Chol        | May 5, 2003        |
| 24     | 위험을 맞받아          | contre le danger                                | O Sin-Hyok, Gye Hun         | Kim Hwa-Song, Ri Yong-Chun  | Kim Myong-Hui, Ham Chol        | July 10, 2003      |
| 25     | 벼락작전               | opération "éclair"                              | Yun Yong-Gil                | Kim Hwa-Song, Ri Yong-Chun  | Kim Myong-Hui, Ham Chol        | November 28, 2004  |
| 26     | 불길속의 방울꽃        | "Pangulggot" dans les flammes                   | O Sin-Hyok                  | Kim Hwa-Song, Ri Yong-Chun  | Kim Myong-Hui, Ham Chol        | January 2, 2005    |
| 27     | <올가미> 작전          | Opération "noeud"                               | O Sin-Hyok                  | Choe In-Song                | Kim Myong-Hui, Ham Chol        | December 27, 2006  |
| 28     | 두더지 박사의 비밀문건 | Le document secret de Dr. Lataupe               | O Sin-Hyok                  | Kim Hwa-Song                | Kim Myong-Hui, Ham Chol        | January 1, 2008    |
| 29     | 흰 족제비 소굴에서     | Dans la tanière de la fouine blanche            | Oh Sin-Hyok                 | Kim Hwa-Song                | Kim Myong-Hui, Ham Chol        | August 25, 2008    |
| 30     | 원수를 맞받아          | Contre les ennemis                              | Ri Chol                     | Choe In-Song                | Kim Myong-Hui, Ham Chol        | October 17, 2010   |
| 31     | 승냥이 소굴에로        | vers la tanière de l'unité loup                 | Ri Chol                     | Choe In-Song                | Kim Myong-Hui, Ham Chol        | February 17, 2011  |
| 32     | 원수는 간악하다        | Les ennemis sont vicieux, très vicieux          | Ri Chol                     | Choe In-Song                | Kim Myong-Hui, Jong Pyong-Chol | June 6, 2012       |

## Controverse
parmi les critiques étrangers, certains pensent que les écureuils, les hérissons et les canards représentent les Nord-Coréens, les souris représentent les Sud-Coréens, l'ours représente 
l'URSS, les fouines représentent les Japonais, les loups représentent les Américains et les renards sont la classe ouvrière et les minorités des États-Unis, ce qui coïnciderait avec des interprétations métaphoriques de l'environnement géopolitique du pays en question. Mais cette interprétation allégorique n'a jamais été révélée dans la série, et le personnel du SEK Studio a affirmé que cette interprétation allégorique était fausse. Ils ont affirmé à plusieurs reprises que cette animation avait été créée pour enseigner l’amour, l’amitié et le patriotisme aux enfants. Cependant, Choi Sung-guk, un transfuge nord-coréen qui a travaillé au studio SEK comme animateur pendant plusieurs années, a déclaré que « les belettes, les souris et les loups symbolisent les envahisseurs étrangers ( impérialistes ) ».
Jajusibo, le principal média d'extrême gauche et pro Corée du Nord en Corée du Sud, a publié une chronique critiquant les interprétations allégoriques de la série par les Occidentaux. Citant des interviews avec le personnel de SEK, ils ont souligné que de telles spéculations politiques sur l'émission étaient « exagérées par les Occidentaux ». Un internaute sino-coréen de Yanbian a déclaré : « J'ai adoré cette série depuis que je suis enfant, mais je n'avais jamais pensé qu'une telle interprétation allégorique existais dans la série. »,
Pendant ce temps, le Chosun Ilbo, un média conservateur sud-coréen, a critiqué la série pour son caractère très violent, brute et sa propagande très montrée.

## Produits dérivés
Il n'existe pas de traces officielles connues de produits dérivés, mais des marques de dentifrice et de sacs à dos représentant les personnages principaux ont été vendues dans les magasins nord-coréens, ainsi que des pistolets jouets et des figurines. Il existe également plusieurs figurines à taille réelles dans les parcs à jeux situés à Pyongyang.
On connaît l'existence de quelques jeux vidéo d'écureuil et de hérisson, comme le jeu mobile Brave Scouts (용감한 정찰병) en 2018, décrit comme un jeu de shoot'em all en 3D mettant en vedette un écureuil et un hérisson effectuant des missions dans la tanière de la belette. Deux jeux de FFPS d'arcade anonymes ont également été documentés : les deux jeux demandent au joueur de tirer sur des belettes et des souris, avec au moins l'un d'entre eux utilisant un fusil comme contrôleur, et l'autre mettant en vedette les héros de la série télévisée dans le HUD.
Parallèlement à l'émission télévisée, un manhwa appelé Brave Hedgehog (용감한 고슴도치) est sorti en 1991. L'histoire suit le détective Hérisson qui recherche un infiltré de la montagne manure à La colline des fleurs. Il y avait plusieurs différences clés entre ce manhwa et la série télévisée, comme le fait que le personnage « Lt. Fox Vixen » ayant un sexe masculin. On ne sait pas pourquoi ce changement s’est produit, mais il pourrait s’agir de reconnaître que les forces armées des États-Unis ont permis aux femmes de combattre avec les soldats hommes[réf. nécessaire]. Un deuxième numéro de Brave Hedgehog a été publié en 1992.
Une autre série de bandes dessinées pour enfants nord-coréenne avec des animaux amusants appelée Fighting Wisdom Hill (싸우는 지혜동산) présente des personnages de écureuil et hérisson comme le commandant Darami et Goseumdochi, l'unité des hérissons et les loups.

## Réception
Le studio SEK, le studio nord-coréen qui a produit cette série, a également produit un certain nombre de courts métrages d'animation autonomes avec des personnages animaux anthropomorphiques. Certains d'entre eux font partie d'une grande série nommée Le chien viverrin intelligent ( 령리한 너구리 ). Contrairement à écureuil et hérisson qui se concentre sur la militaire, le patriotisme l'amitié, etc, ça se concentre principalement sur l'éducation à la sécurité routière, la SVT, les sports, le travail bénévole d'été, etc.

## Le doublage de Mondo studio
La série a été diffusée en anglais et en espagnol par Mondo TV, intitulée respectivement Brave Soldier et Soldados Valientes,. L'intrigue de la série a été modifiée dans les doublages, de sorte que les références subtiles à la Corée du Nord ou la propagande flagrante finissent par être retirées. Cette traduction est souvent critiquée par les fans de la série pour avoir des acteurs de doublage  et un doublage audio déplacé. La deuxième saison n'a jamais été doublée en raison de problèmes de licence, car Mondo TV ne possède que les droits sur la première saison d'épisodes.